# Repentigny (Québec)
Pour les articles homonymes, voir Repentigny.
Repentigny est une ville de 88 088 habitants du Québec (Canada), située dans la municipalité régionale de comté (MRC) de L'Assomption dans la région administrative de Lanaudière. Sise à l'embouchure de la rivière L'Assomption, cette ville est la treizième ville par l'importance de sa population au Québec.

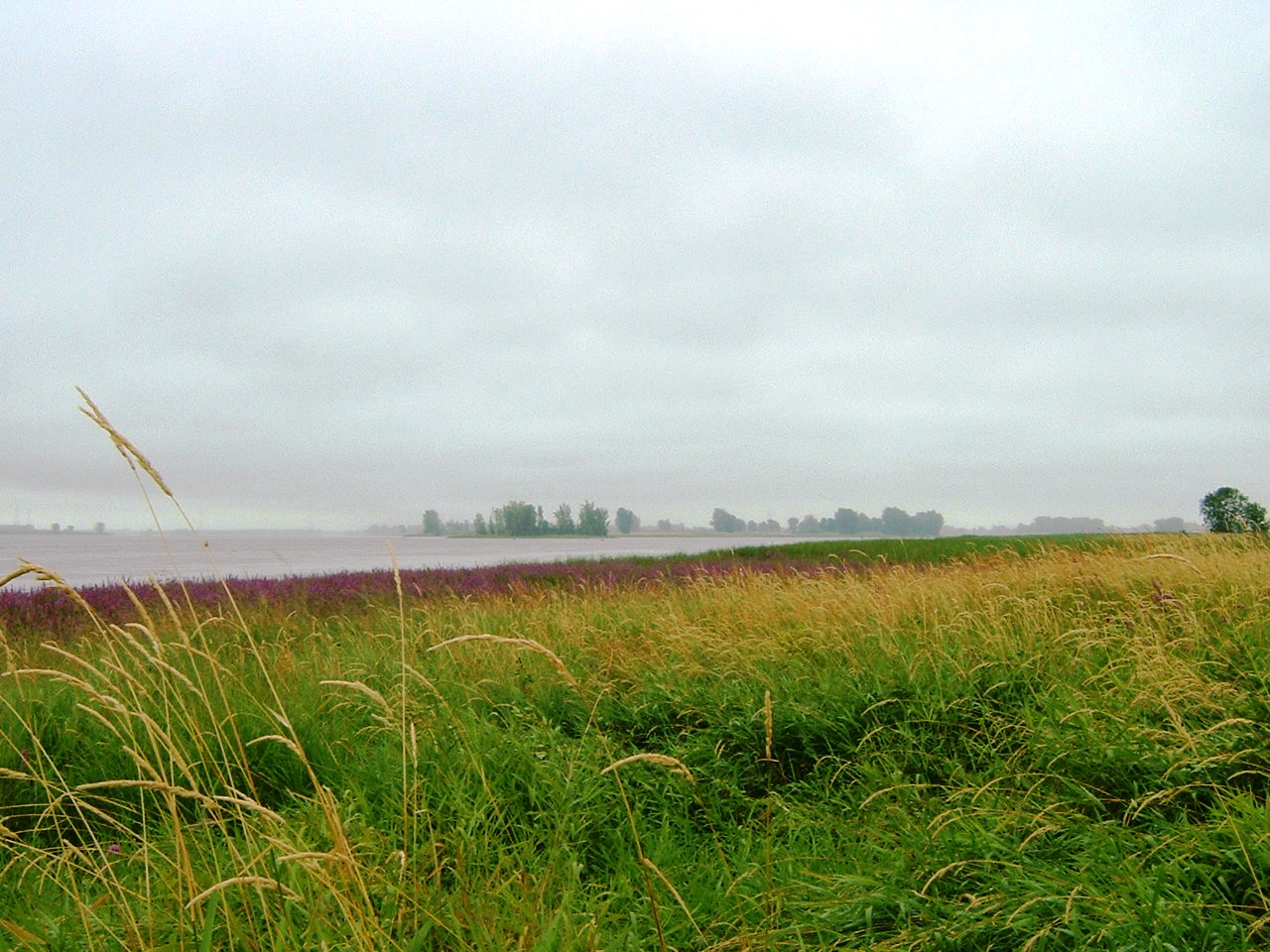
Les Battures sur le Saint-Laurent.

## Toponymie
Repentigny est un toponyme associé au nom de Pierre Legardeur, sieur de Repentigny, qui le tenait lui-même du village de Repentigny dans le pays d'Auge en Normandie. La Compagnie de la Nouvelle-France lui avait fait don de la seigneurie de La Chesnaye en 1647, située sur le territoire de l'actuelle ville.
En France, il est mentionné sous la forme latinisée Repentigneyum en 1274, puis romane Repentigni vers 1350.
Étymologiquement, il remonte à *REPENTINIACU, nom de domaine gallo-romain composé de *Repentinius, qui n'est pas attesté, ou plutôt Repentinu(s) « celui qui se repent », nom de personne chrétien, suivi du suffixe gallo-roman -acum dans le premier cas ou plutôt sa forme allongée -iacum dans le second. Ce suffixe est d'origine gauloise -acon (celtique *-āko(n)). D'abord localisant, il sert plus tardivement à indiquer la propriété. Le sens global est donc « propriété de Repentinu(s) ».
« La nouvelle ville de Repentigny a été créée le 1er juin 2002. Elle est issue du regroupement des villes de Le Gardeur et de Repentigny ».

## Histoire
Fondée en 1669, sous l'appellation de paroisse de Notre-Dame-de-l'Assomption-de-Repentigny par Jean-Baptiste Le Gardeur, Repentigny est l'une des plus vieilles villes de la grande région montréalaise.
Après avoir sollicité de la compagnie de la Nouvelle-France des terres le long du fleuve Saint-Laurent, Pierre Le Gardeur, Sieur de Repentigny, se voit émettre à Paris, le 16 avril 1647, les actes de concession de la seigneurie qui allait devenir Repentigny. Originaire du Pays d'Auge dans les actuels département français du Calvados et région Basse-Normandie, ce militaire est cependant victime d'une épidémie un an plus tard et c'est plutôt son fils Jean-Baptiste qui s'établira sur ses terres en 1670[réf. nécessaire]. À la fin du xviie siècle et au début du xviiie siècle, la seigneurie est administrée par Agathe de Saint-Père, rare femme d'affaires de la Nouvelle-France ayant épousé Pierre Legardeur de Repentigny et agissant comme procureure de ce dernier,,.
Pendant 250 ans, Repentigny ne sera habitée que par quelques centaines de paysans qui y vivront de l'agriculture. En 1677, le premier recensement ne fait état que de 30 habitants.
Le premier conseil municipal a été formé en juillet 1855. Benjamin Moreau devint ainsi le premier maire de Repentigny.
Le 24 juillet 1967, vers 19 h, le général de Gaulle effectue sa dernière halte avant de gagner la ville de Montréal, alors qu'il était parti le matin vers 9 h 30 de Québec en voiture et qu'il avait emprunté le Chemin du Roy, première route du Québec, créée vers 1660. Il est accueilli par le maire Robert Lussier et de nombreux dignitaires venus des municipalités voisines. Après la signature du livre d’or de la ville, le général de Gaulle s’adresse à la foule, malgré la panne des micros installés par les organisateurs. Dans une brève allocution, il déclare notamment :

« Tout au long de ma route, j’ai senti votre affection pour notre commune patrie d’origine. Et moi, tout au long de ma route, je vous ai apporté l’affection profonde de la France. J’ai pu voir aussi dans tout le Québec un essor moderne magnifique par lequel vous êtes en train de prendre en main, en tant que peuple, vos destinées.
À votre effort, la France est résolue à contribuer. Elle a commencé de le faire. Elle va poursuivre. Tous les jours, vous sentirez le vieux pays parmi vous. Et inversement à mesure du temps, la France vous sentira en elle. »

Depuis le 1er juin 2002, la nouvelle ville de Repentigny regroupe les anciennes municipalités de Repentigny et de Le Gardeur, anciennement Saint-Paul-l'Ermite.

### Héraldique
| Garde et Regarde |
| ---------------- |

| L'écu de Repentigny se blasonne ainsi : Parti, au 1, d'azur à une ville moderne ouverte d'or, posée sur une divise de sinople, à une rivière d'argent à la pointe, au 2, de gueules au lion d'argent lampassé d'or, tenant des deux pattes de devant une croix latine patriarcale recroisetée d'or, au chef d'azur chargée d'un pal d'argent, accompagné de deux fleur de lys du même. |

## Géographie
Repentigny est située au nord-est de Montréal, sur les rives du fleuve Saint-Laurent et de la rivière L'Assomption. Cette région est considérée comme la banlieue Est de Montréal. Le territoire de la ville s'étend sur l'île Saint-Laurent, les îles Annexes, l'île aux Cerfeuils, l'île à l'Aigle, l'île au Bois blanc et l'île Bourdon.
La pointe ouest de la ville s'appelait historiquement Repentigny-les-Bains, en raison de la présence de nombreuses résidences d'été appartenant aux Montréalais.
La ville de Repentigny est desservie par un réseau routier dense, permettant les déplacements de sa population locale et des visiteurs. D'importants carrefours routiers (40 et 640, 40 et 20, 640 et 25, 15, 13) en lien avec les grands centres comme Montréal ou Québec. Se trouvant à l'extrémité est de l'île de Montréal, elle lui est reliée par les ponts Le Gardeur et Charles-De Gaulle.

### Hydrographie
Les rivières Saint-Esprit et de l'Achigan coulent vers l'est jusqu'à leur confluence, à la limite sud-ouest de la municipalité, avec la rivière L'Assomption. Cette dernière traverse la municipalité du nord-est au sud-ouest jusqu'à sa confluence avec le fleuve Saint-Laurent.

## Démographie
| 1996   | 2001   | 2006   | 2011   | 2016   | 2021   |
| ------ | ------ | ------ | ------ | ------ | ------ |
| 70 677 | 72 218 | 76 237 | 82 000 | 84 285 | 86 100 |

### Minorités visibles
Population des minorités visibles en 2016
- Noir (7,1 %)
- Arabe (1,8 %)
- Latino-Américain (1,5 %)
- Asiatique du Sud-Est (0,4 %)
- Chinois (0,3 %)
- Minorités visibles multiples et autres (0,4 %)
- Blanc ou Autochtone (88,5 %)

| Catégorie                    | 2006       | 2011       | 2016       |
| Catégorie                    | Population | Population | Population |
| ---------------------------- | ---------- | ---------- | ---------- |
| Pas une minorité visible     | 72 690     | 75 525     | 73 515     |
| Minorité visible             | 3 035      | 5 845      | 9 595      |
| Noir                         | 1 735      | 3 670      | 5 880      |
| Arabe                        | 370        | 805        | 1 505      |
| Latino-Américain             | 425        | 650        | 1 230      |
| Asiatique du Sud-Est         | 220        | 160        | 370        |
| Chinois                      | 220        | 165        | 245        |
| Sud-Asiatique                | 10         | 45         | 65         |
| Asiatique occidental         | -          | -          | 55         |
| Philippin                    | 10         | 160        | 30         |
| Japonais                     | 10         | -          | 20         |
| Minorités visibles multiples | 35         | 125        | 150        |
| Minorité visible, n.i.a.     | -          | 30         | 40         |

## Administration
Les élections municipales se font en bloc et suivant un découpage de douze districts.
| Repentigny Maires depuis 2005                                                                                        |                   |         |          |
| Élection | Maire             | Qualité | Résultat |
| 2005 | Chantal Deschamps |         | Voir     |
| 2009 | Chantal Deschamps | Voir    |          |
| 2013 | Chantal Deschamps | Voir    |          |
| 2017 | Chantal Deschamps | Voir    |          |
| 2021 | Nicolas Dufour    |         | Voir     |
| Élection partielle en italique Depuis 2005, les élections sont simultanées dans toutes les municipalités québécoises |                   |         |          |

## Transports

### Réseau routier

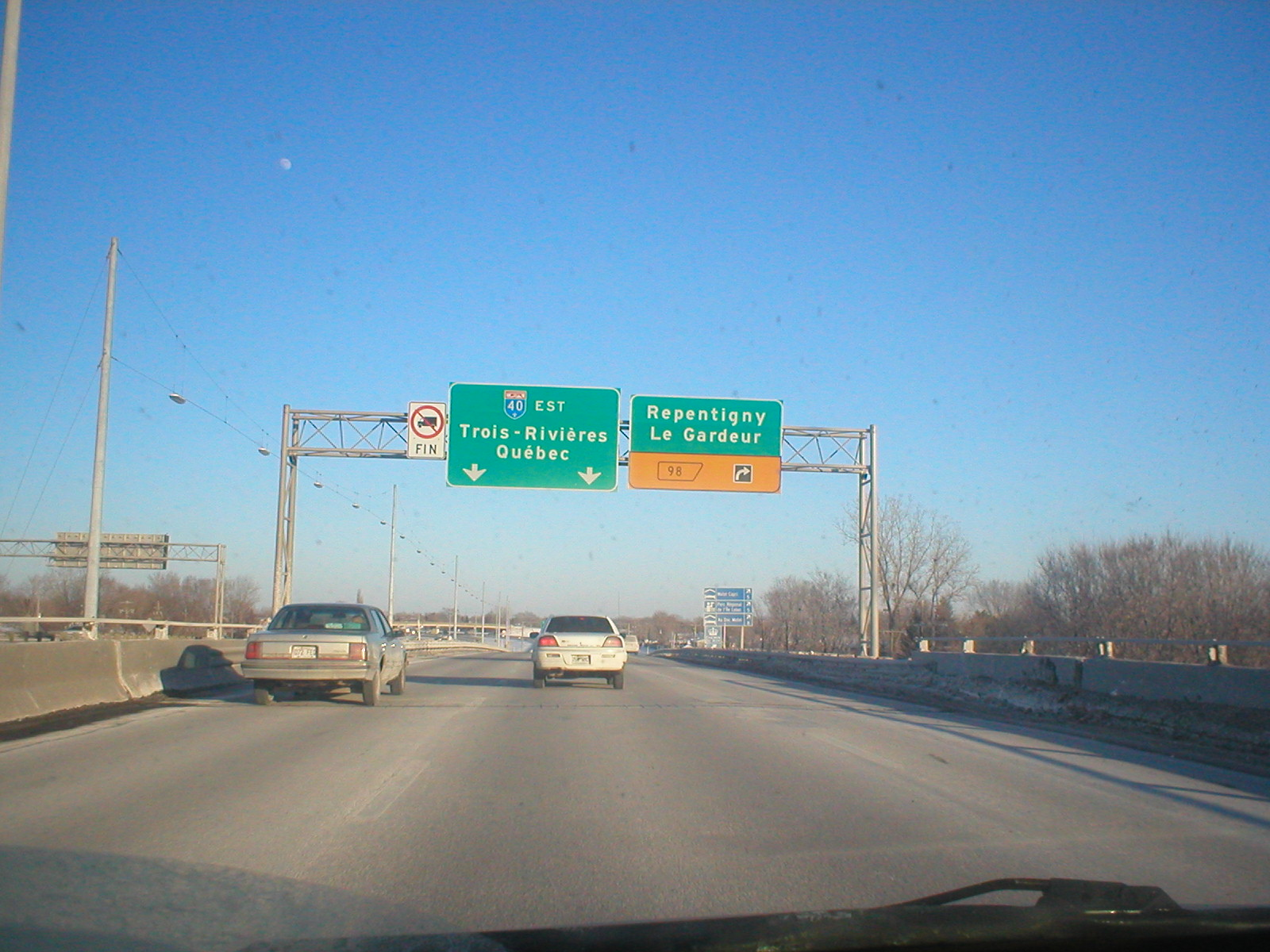
Autoroute 40 à Repentigny.

La ville de Repentigny est principalement desservie par l'autoroute 40. Les sorties 94 (route 344), 96 (autoroute 640), 97 (route 344, Le Gardeur), 98 (boulevard Larochelle), 100 (boulevard Brien), Industriel (boulevard Industriel), 102 (rue Valmont) et 106 (route 341) relient la 40 à la ville. L'autre autoroute est l'autoroute 640, débutant sur l'autoroute 40 et se dirigeant vers l'ouest, avec la sortie 51 menant à la montée des Pionniers. L'échangeur 40/640 est un échangeur en forme de trèfle à quatre feuilles, reliant la 640 à Charlemagne (via le boulevard Céline-Dion).
La route 138 est la principale artère commerciale de la ville, étant nommée la rue Notre-Dame, parallèle au fleuve Saint-Laurent. Les autres artères importantes de Repentigny sont les boulevards, Iberville, de l'Assomption, Industriel, Brien, Valmont et Louis-Philippe-Picard ainsi que Lacombe, le Bourg-Neuf, Saint-Paul et de la Presqu'Île pour le secteur Le Gardeur.
La rue Valmont est l'artère la plus importante du Nord-Est de la ville. Elle débute au boulevard de l'Assomption et termine sur la rue Notre-Dame.
Deux ponts relient Repentigny à Montréal, soit les ponts Charles-de-Gaulle (A-40) et Le Gardeur (R-138). Ceux-ci sont particulièrement congestionnés aux heures de pointe.
L'autoroute 40 relie Repentigny à Montréal, située 20 kilomètres au sud-ouest, et à Trois-Rivières (100 kilomètres au nord-est) et Québec (215 kilomètres au nord-est). La route 138 continue vers le nord-est vers Saint-Sulpice, Lavaltrie et Berthierville, puis vers le sud vers Montréal. L'autoroute 640, quant à elle, suit la rive nord de la rivière des Milles-Îles vers Terrebonne, Sainte-Thérèse et Saint-Eustache.

### Transport collectif

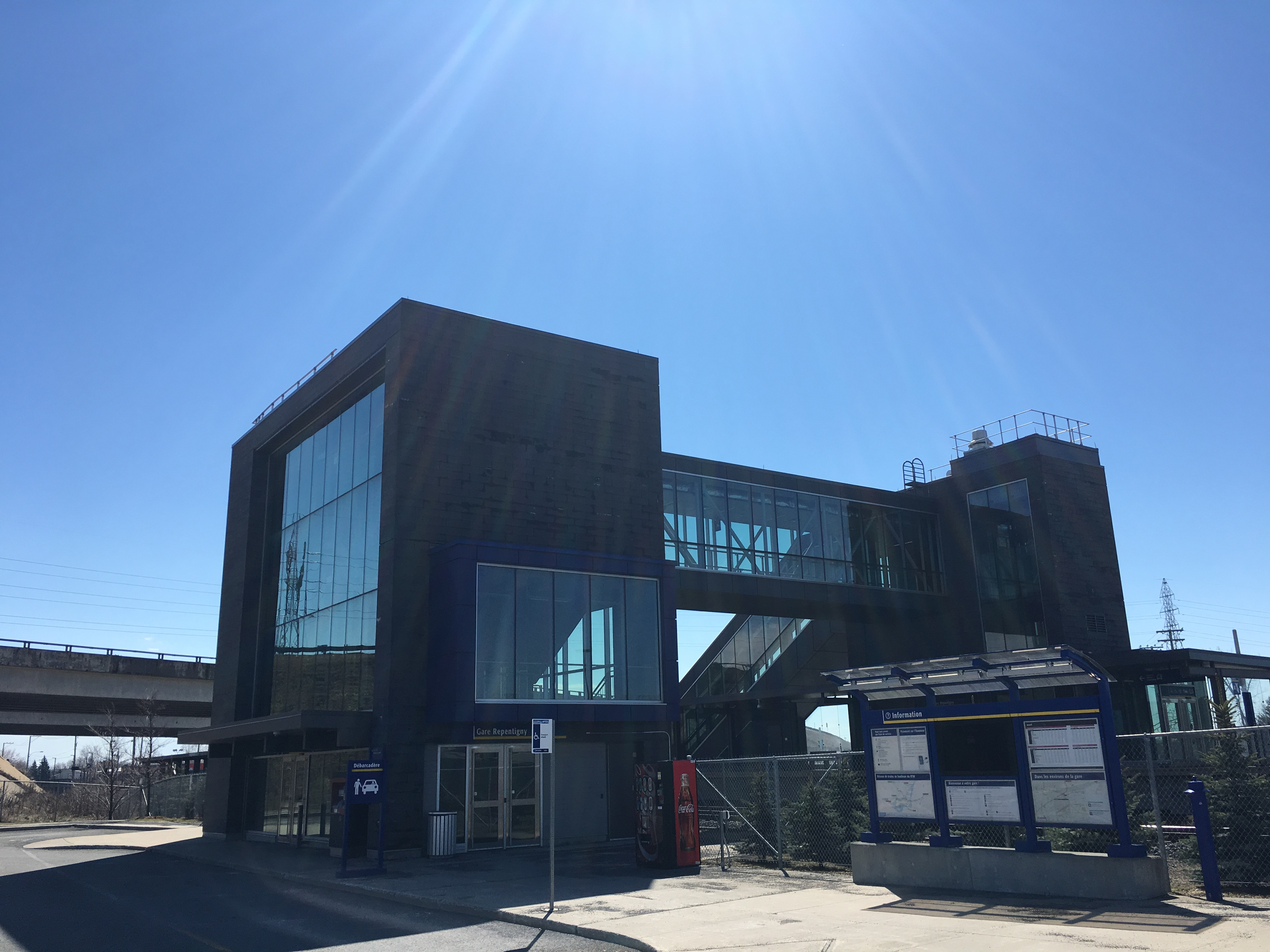
Gare de Repentigny.

La mise en marche du Train de l'Est a eu lieu le 1er décembre 2014. La gare Repentigny est située au sud-ouest de Repentigny (secteur Le Gardeur), en partie sous les structures de l’autoroute 40 et à l’est du boul. Pierre-Le Gardeur.
D’une longueur de près de 52 km, le Train de l’Est, opéré par le Réseau de transport métropolitain (RTM), offre des correspondances vers la ligne orange du métro, aux stations Sauvé et Bonaventure (Gare Centrale). En démarrant à Mascouche, le train traverse Terrebonne, au centre de l’autoroute 640, et se raccorde à la voie ferrée du CN à Repentigny. En passant par Charlemagne, le train atteint le nord-est de l’île de Montréal et rejoint la ligne Deux-Montagnes. Il entre au centre-ville par le tunnel sous le mont Royal.
Le transport collectif en autobus est assuré par le Réseau de transport collectif régional (RTCR) de la MRC de L’Assomption. Le dernier propose 9 circuits d'autobus internes et 4 circuits externes. Un stationnement incitatif de 291 places est à la disposition des usagers.

## Culture
En saison estivale, Repentigny est très animée par plusieurs festivals, spectacles et événements se déroulant sur son territoire.
La construction de l'Espace culturel débute en août 2014. Ce projet, visant à améliorer l’offre culturelle sur le territoire, est le regroupement de trois ensembles : une salle de spectacle, un Centre d'art et de création artistique et des jardins thématiques. Le 2 novembre 2015, le Centre d'art Diane-Dufresne est inauguré. Ce lieu, d'une superficie totale de 1 365 m2, propose une salle d'exposition, une salle multifonctionnelle, une salle de médiation culturelle et un espace d'enseignement.
Repentigny compte également un diffuseur spécialisé en musique sur son territoire. Depuis 1983, l'Association de Repentigny pour l'avancement de la musique (ARAMUSIQUE) offre des concerts de grande qualité dans les différentes églises et salles de la municipalité, organisant entre autres des Grands Concerts, des concerts Sons et Brioches, des messes musicales, un grand concert d'orchestre estival et le concours de musique Hélène-Roberge.

### Festivals et événements
Repentigny est l'hôte du Festival de l'Oktoberfest des Québécois depuis 2011. 
Elle accueille également durant l'été;
- Mon Festival;
- La Fête nationale;
- La fête au Petit Village
- L'Exposition de Voitures Anciennes du Parc de l'Île Lebel, organisée par le V.A.C.M. (Voitures Anciennes et Classiques de Montréal).
- -Le ''Festi-Fleuve'' (depuis juin 2018)

Le Festival Feu et Glace s'y déroule également en février sur le site du parc de l'Île-Lebel.
Afin de représenter le thème du feu, le festival propose des spectacles de feux d'artifice, alors que pour la glace, de nombreuses sculptures de glace et activités hivernales sont au rendez-vous. Des prestations musicales et des kiosques alimentaires agrémentent également l'événement.

### Personnalités
- Les BB (groupe de musique)

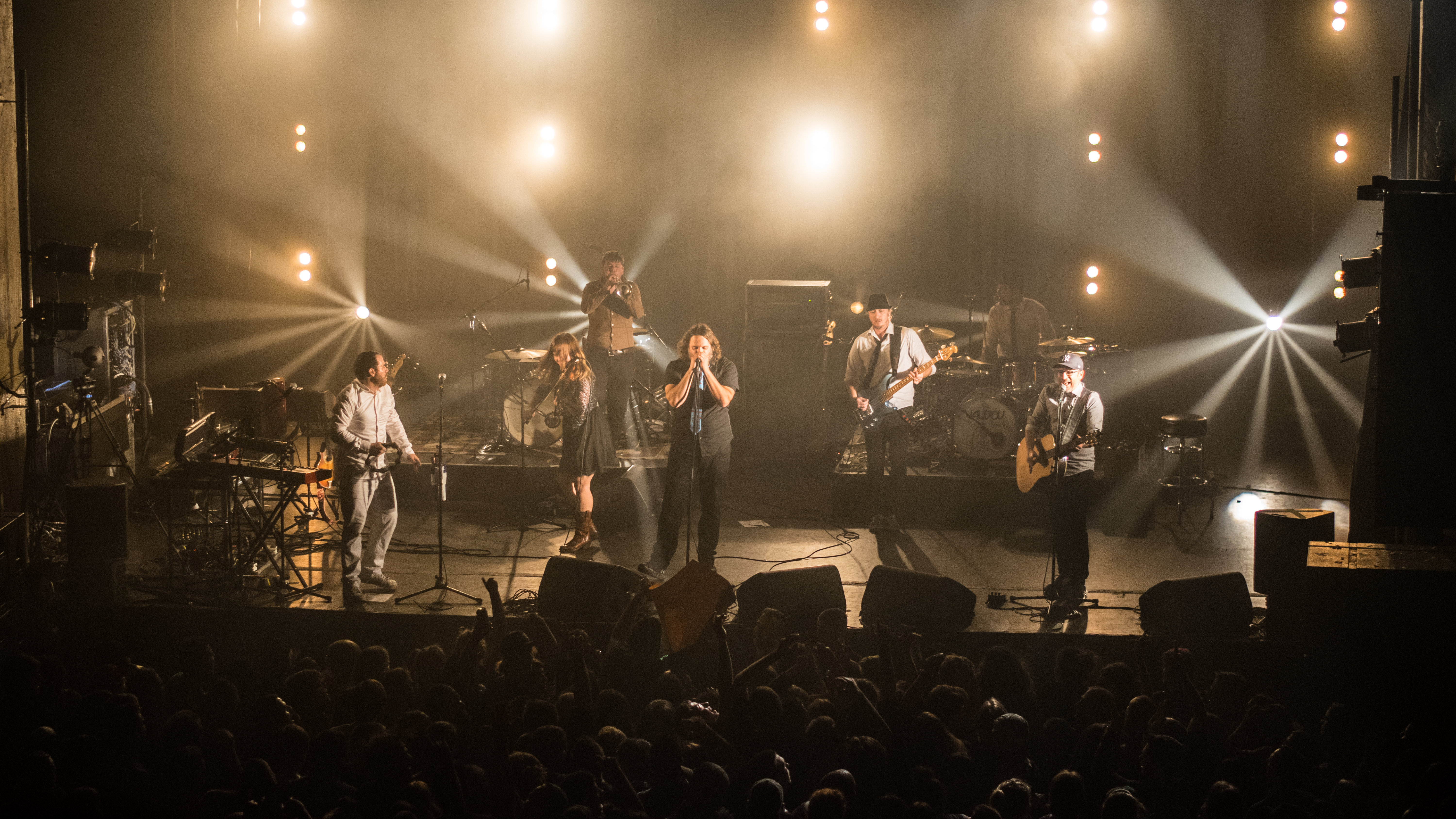
Les Cowboys fringants ont enregistré plusieurs chansons décrivant des scènes repentignoises.

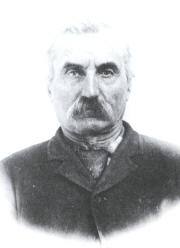
Joe Juneau, repentignois d'origine, a fondé Juneau, la capitale de l'Alaska.

- Patrick Benoit (animateur et comédien)
- Côme-Séraphin Cherrier (homme politique)
- Les Cowboys fringants, (groupe de musique)
- Laurent Dauphin, (hockeyeur professionnel)
- Élie Dupuis (chanteur, musicien et comédien)
- Danick Gauthier (hockeyeur professionnel)
- Karina Gauvin (artiste lyrique)
- Étienne Gervais (auteur et réalisateur)
- Joe Juneau, (chercheur d'or, fondateur de la ville de Juneau).
- Salomon Juneau (marchand, fondateur de la ville de Milwaukee)
- Pascal Leclaire (hockeyeur professionnel)
- Jean-Marc Léger (économiste, fondateur de Léger Marketing)
- Louis Lymburner (écrivain)
- Julie Perreault (comédienne)
- Martin Picard (chef cuisinier)
- Jason Pominville (hockeyeur professionnel)
- Joseph Royal (journaliste, homme politique)
- Julien Tremblay (animateur)
- Alexandre Trudel (écrivain)
- Jean-Michel Vanasse (journaliste, chroniqueur et animateur)
- Samuel Piette (joueur de soccer)

## Gastronomie
Le fromage Le Sieur de Legardeur est fabriqué par la fromagerie Champêtre qui est située dans le secteur Le Gardeur. Ce fromage de lait de vache à pâte demi-ferme à croûte lavée a un goût de champignons sauvages. Aussi, Repentigny est une ville dont la variété de restaurants est assez large.

## Sport
La Ville de Repentigny a inauguré en 2013 le Skate Plaza Repentigny, une installation située au parc Maurice-Richard, pouvant accueillir jusqu'à 80 planchistes simultanément. D’une superficie de 1 400 mètres carrés, le Skate Plaza de Repentigny est le plus grand dans la région de Montréal et vient au deuxième rang pour l’ensemble du Québec.

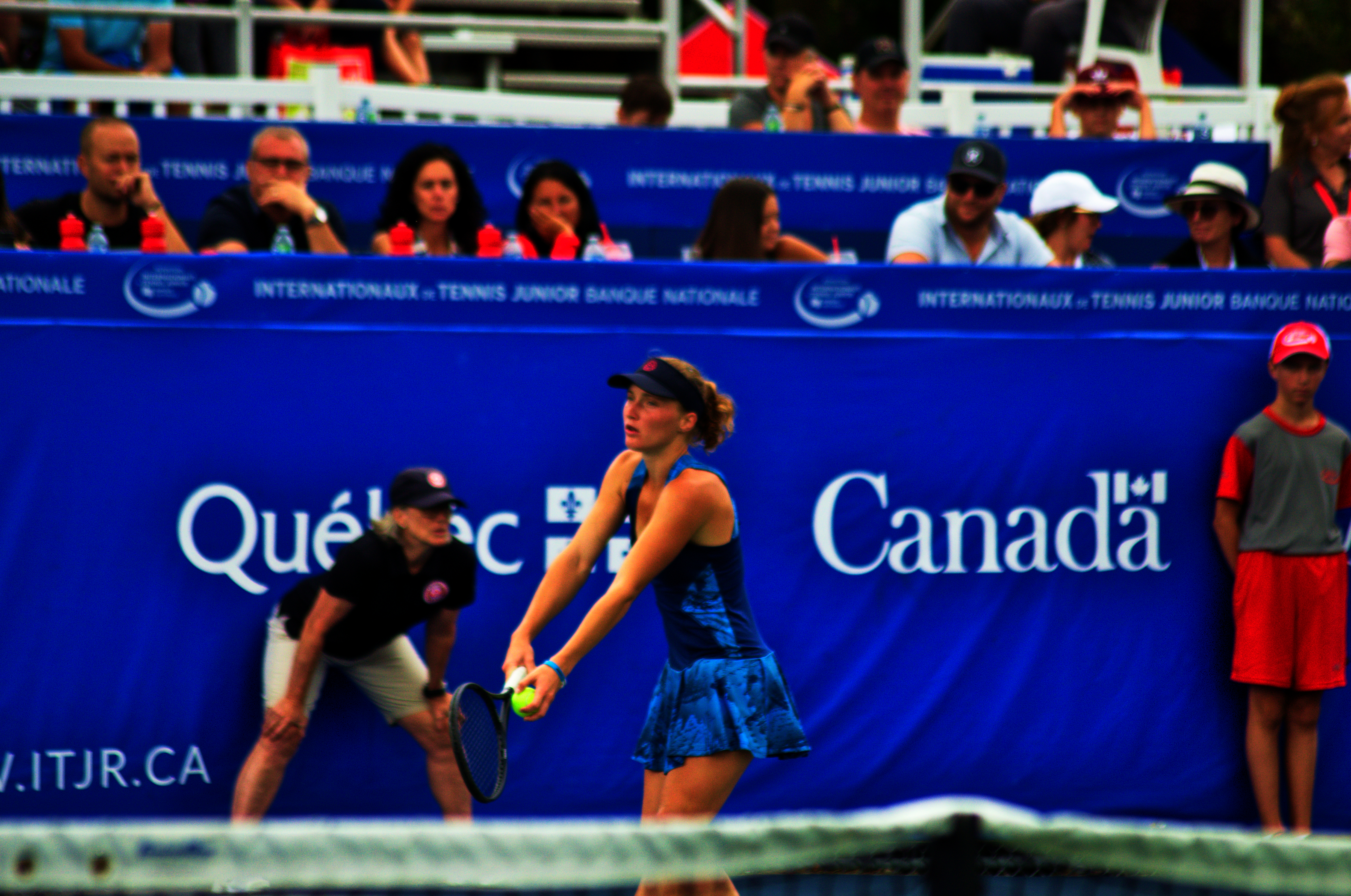
Repentigny est l'hôte des Internationaux de tennis junior Banque Nationale.

Repentigny est l'hôte du tournoi d'envergure Les Internationaux de tennis junior Banque Nationale depuis 1985.
Repentigny accueille également depuis plusieurs années la pratique publique du CF Montréal.
Le Complexe sportif Gilles-Tremblay est l'un des complexes sportifs les plus importants au Québec. Il a été nommé en l'honneur de l'ancien joueur du Canadien de Montréal désormais décédé Gilles Tremblay.
Les arénas de Repentigny et de Le Gardeur accueillent chaque année des milliers de joueurs de hockey.
En mars 2007, la ville de Repentigny et les villes avoisinantes ont accueilli la 42e finale des Jeux du Québec.
La ville de Repentigny a reçu le Prix du bénévolat en loisir et en sport Dollard-Morin 2006. Ce prix est remis à une municipalité au Québec chaque année.

## Éducation
Avec son projet Le Fouineur, un programme d'aide à la réussite scolaire offert par la bibliothèque municipale, la Ville de Repentigny a remporté le grand prix, dans la catégorie « développement communautaire », de la 3e édition du mérite Ovation municipale en 2007.
La ville accueille le siège social de la Commission scolaire des Affluents. Celui-ci est annexé à la plus grande école secondaire de cette commission scolaire et une des plus vieilles écoles de Repentigny (50 ans en 2013) : l'école secondaire Jean-Baptiste-Meilleur.
Près de l'école secondaire Jean-Baptiste-Meilleur se trouve également une école primaire qui se nomme Marie-Victorin. Cette école a eu 50 ans en 2011[réf. nécessaire].
L'école secondaire Jean-Baptiste Meilleur est la troisième plus grande école secondaire du Québec. Elle comprend le programme d'éducation international et d'autres programmes d'enrichissement et d'intégration aux élèves en difficultés.[réf. nécessaire]
Les écoles de la Paix et de la Tourterelle et Valmont-sur-Parcs sont les écoles primaires les plus vastes de la ville.
La Commission scolaire Sir Wilfrid Laurier dessert la population anglophone du territoire et administre l'école primaire Franklin Hill.

## Patrimoine et attraits
Moulins
Le moulin à vent Antoine-Jetté, de forme cylindrique, a été construit en pierre en 1823 et est resté en activité près d’un siècle. Le mécanisme interne d'origine est toujours en place. À proximité se trouve le moulin à vent Grenier. Ce dernier a été entièrement rénové en 2007 et le mécanisme interne d'origine est fonctionnel. Des visites guidées sont disponibles durant l'été.

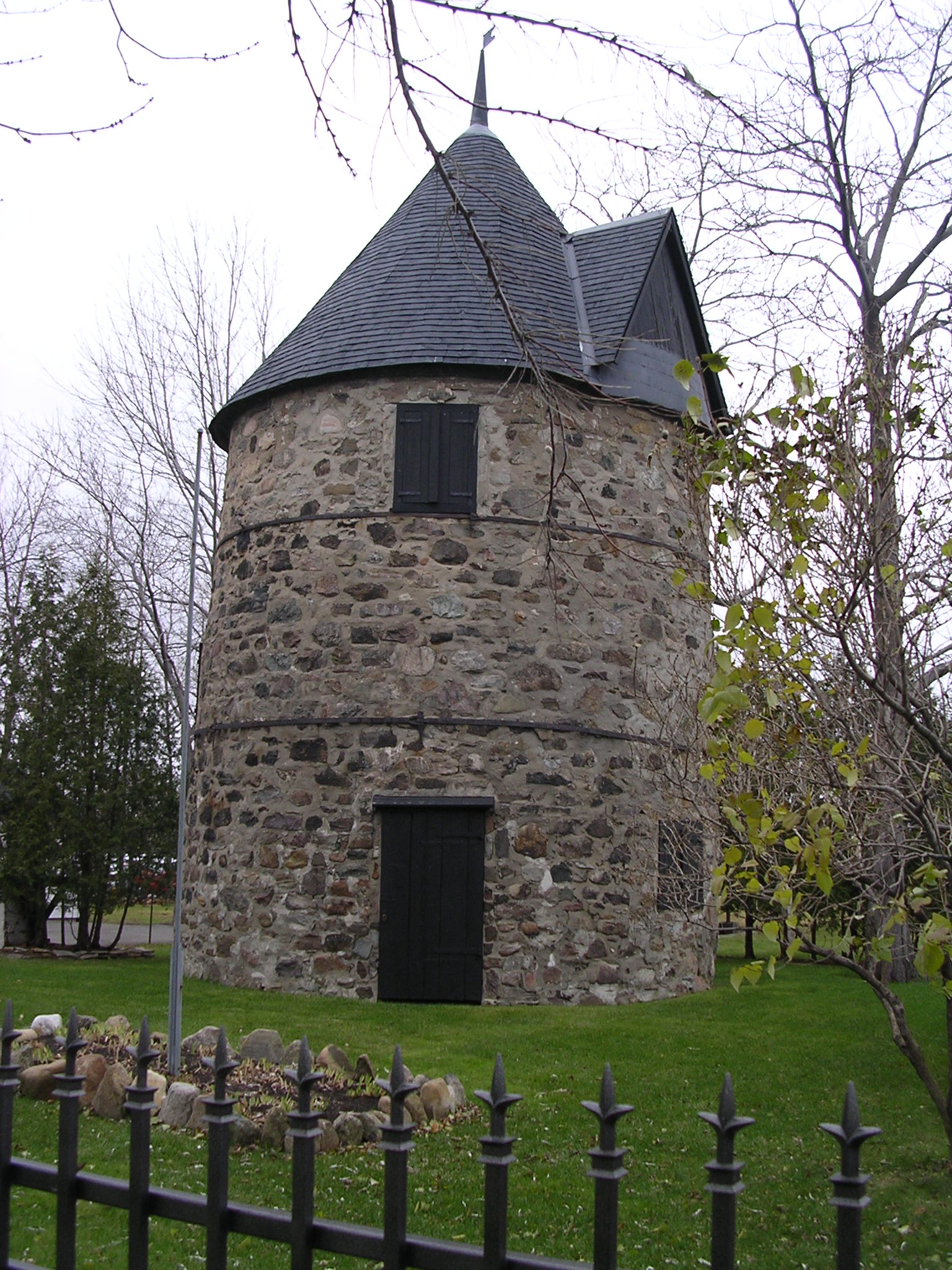
Moulin Antoine-Jetté (1823)
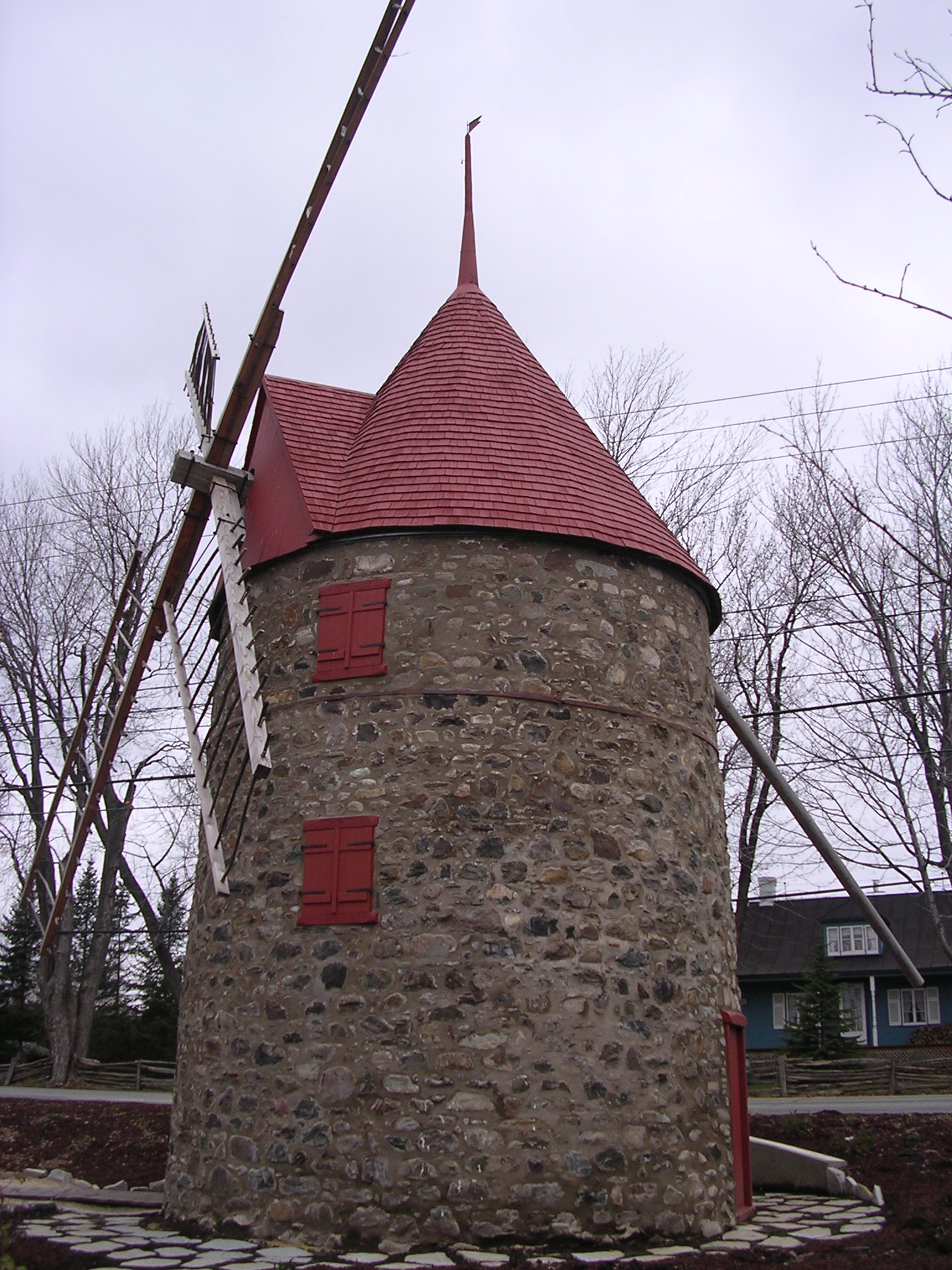
Moulin Grenier (1820)

Saint-Paul-l'Ermite
L'église de Saint-Paul-l'Ermite a été construite en 1858. Par son ensemble comprenant le presbytère et le cimetière adjacent ainsi que par son plan à la récollette, par la présence d'une crypte, par ses matériaux et par son aménagement, l'église est tributaire de la tradition française.
Notre-Dame-de-la-Purification de la Bienheureuse Vierge-Marie
L'église Notre-Dame-de-la-Purification-de-la-Bienheureuse-Vierge-Marie de Repentigny construite en 1725, est classée immeuble patrimonial par le gouvernement du Québec en 1978. En outre, la femme de Samuel de Champlain est inhumée sur son terrain.
Notre-Dame-des-Champs
L'église Notre-Dame-des-Champs de Repentigny, conçue par l'architecte Roger D'Astous, a été construite en 1963,. Cette église est aussi appelée l'église ''La Sacoche'' par la population locale en raison de sa forme.

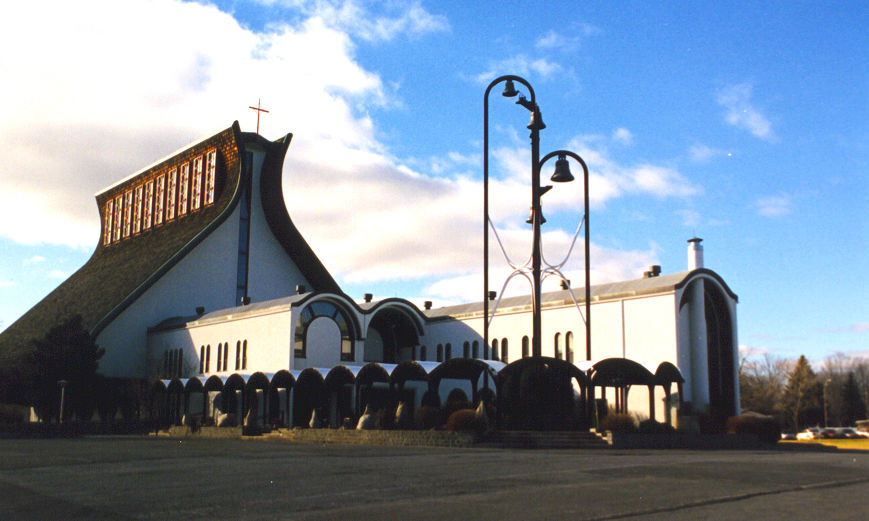
Vue avant de l'église.
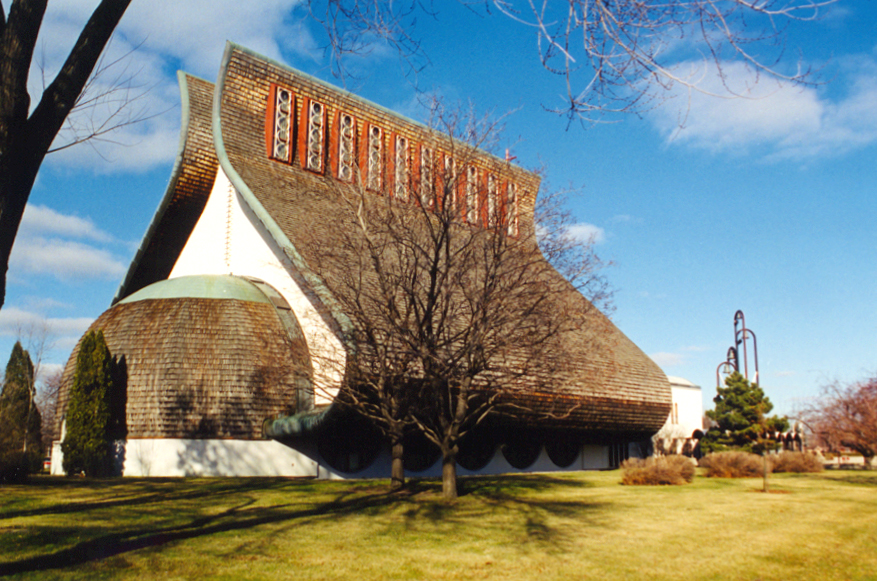
Vue latérale gauche.
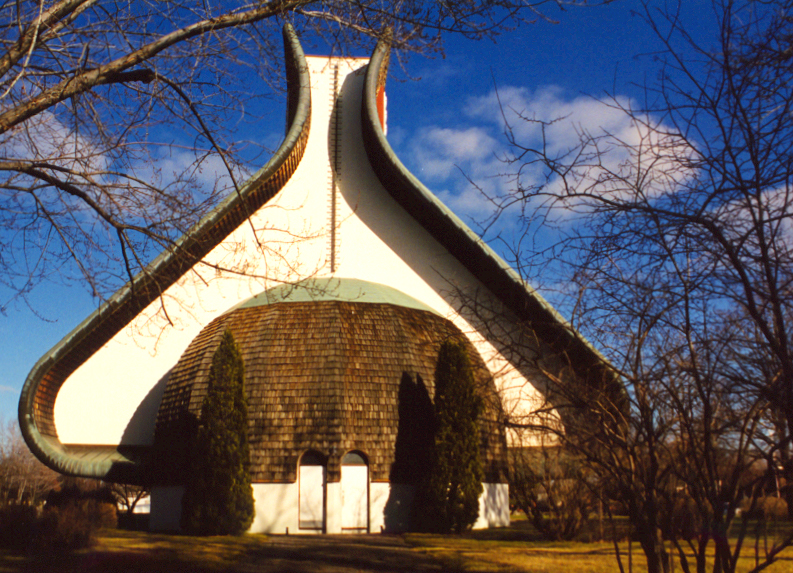
Vue arrière.
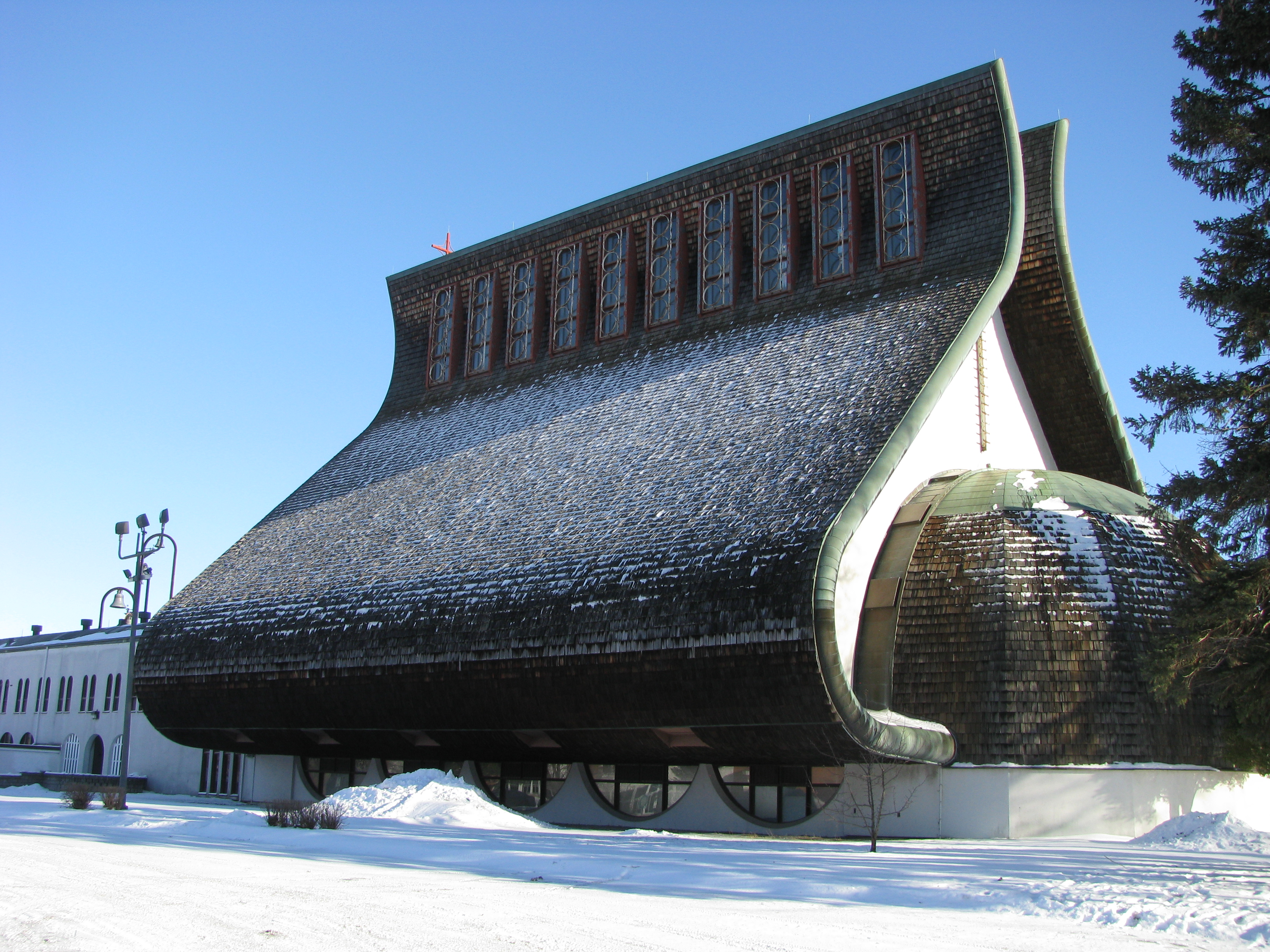
Vue latérale droite.

Parc de l'Île-Lebel

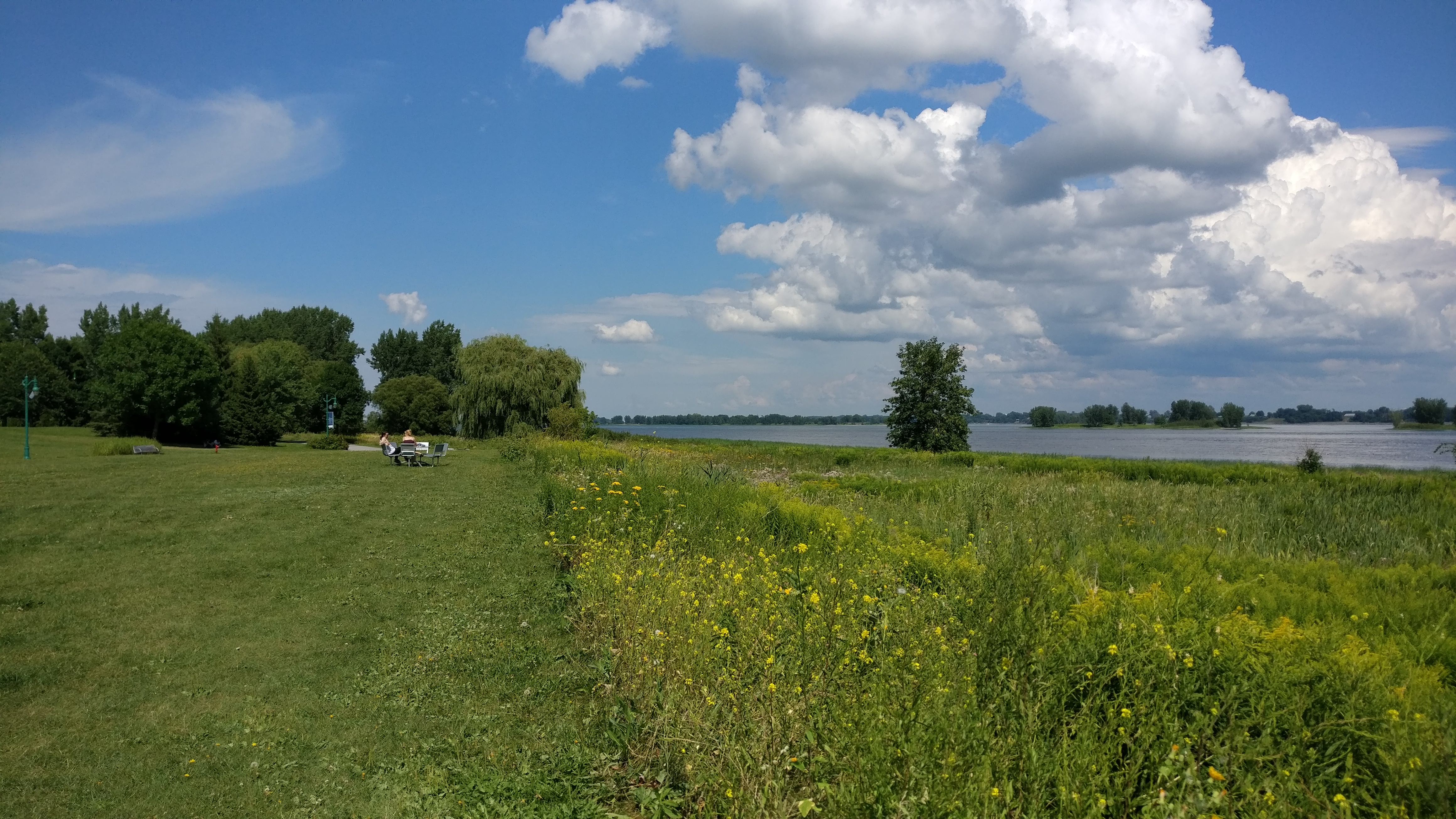
Vue du parc de l'Île-Lebel.

Le parc de l'Île-Lebel, situé le long des berges du Fleuve Saint-Laurent, est un endroit offrant un environnement naturel comprenant des installations de jeux pour les enfants, un pont traversant un marais, une crèmerie, des sentiers dans un petit boisé, une bute pour glisser l'hiver (on y organise notamment le Festival Feu et Glace de Repentigny). Il permet la pratique du ski de fond, du patin à glace, de la marche, ainsi que l'observation d'oiseaux sauvages.[réf. nécessaire] On y fête également la Saint-Jean-Baptiste : une grande scène est montée en plein air afin d'accueillir des artistes renommés[Par qui ?].[réf. nécessaire] Ainsi qu'une exposition de véhicules anciens.

## Jumelages
- Bergerac (France)
- Évry (France)
- Kecheng (Chine)

La ville est jumelée à la ville française de Bergerac dans le Périgord et d'Évry en Île-de-France. Le 15 juin 2012, un protocole de jumelage a été signé lors d'une visite de délégation de la ville de Kecheng à la Ville de Repentigny. Pour officialiser le tout, la Ville doit aussi recevoir l’aval du ministère des Relations internationales du Québec.

## Parcs et espaces verts
- Si vous ne connaissez pas le sujet, laissez ce bandeau (vous pouvez alors contacter les auteurs).
- Si vous supprimez le contenu mis en cause (vous pouvez préalablement contacter les auteurs),

argumentez précisément cette suppression dans la page de discussion
(un manque de référence n'est pas un argument ; une recherche réelle de référence doit avoir été effectuée, être formellement documentée).
Secteur de Le Gardeur
- Enclos Lefebvre
- Halte des Hôtelleries
- Halte Outaragasipi (2011)
- Parc Agathe-De Saint-Père (2021)
- Parc Chamberland (1976)
- Parc Colbert (2006)
- Parc de la Seigneurie (1980)
- Parc des Artisans (1976)
- Parc Desrosiers (1988)
- Parc Jean-Claude-Crevier (1994)
- Parc Jean-Duceppe (2006)
- Parc Laverdière (1970)
- Parc Lucien-Gauthier (1973)
- Parc Marie-Soleil-Tougas (1999)
- Sentiers de la Presqu'île (1978)

Secteur de Repentigny
- Halte Claude-Hunauit-dit-Deschamps (2020)
- Halte de la Bergerie (2007)
- Halte des Vents Dominants
- Halte Margerite-Nicollet (2016)
- Parc Amédée-Meunier
- Parc Catherine-Bousquet (2004)
- Parc Champigny (1969)
- Parc Charles-De Gaulle
- Parc Claudel (1995)
- Parc de l'Île-Lebel (1993)
- Parc de la Coopérative
- Parc de la Grande-Paix (2013)
- Parc de la Paix (1990)
- Parc de la Tourterelle (1995)
- Parc Delacroix (1995)
- Parc des Moissons (1986)
- Parc des Premières-Nations (2016)
- Parc des Érables
- Parc Deschamps (1965)
- Parc du Grand-Manitou (2013)
- Parc du Mouiln (1988)
- Parc Entramis (1987)
- Parc Frédéric-Coiteux (2002)
- Parc Germaine-Yale (1963)
- Parc Jean-Baptiste-Meilleur (1980)
- Parc Juneau (1965)
- Parc Lachapelle (1965)
- Parc Laforest (1962)
- Parc Lajoie (1969)
- Parc Langelier (1989)
- Parc Larochelle (1978)
- Parc Le Gardeur (1969)
- Parc Louis-Fréchette (1979)
- Parc Maurice-Richard (2009)
- Parc Montcalm (1980)
- Parc Nicolas-Cusson (2005)
- Parc Notre-Dame-des-Sables (1995)
- Parc Pie-XII (1987)
- Parc Rivest (1962)
- Parc Rochefort (2004)
- Parc Saint-Laurent (1985)
- Parc Sanguinet (1989)
- Parc Simard
- Parc Thifault (1962)